# Baeus iqbali
Baeus iqbali är en stekelart som beskrevs av Stevens 2007. Baeus iqbali ingår i släktet Baeus och familjen Scelionidae. Inga underarter finns listade.